# Verí de sageta
Els verins de sageta es fan servir per enverinar les puntes de les sagetes o els darts per a la cacera. Els pobles de caçadors-recol·lectors de tot el món van utilitzar aquest verins i actualment encara es fan servir en algunes zones d'Amèrica del Sud, Àfrica i Àsia.
Exemples notables són el verí secretat per la pell de la granota dendrobàtid i el curare (o «ampi»), que és un terme genèric per a un conjunt de plantes verinoses usades pels indígenes d'Amèrica del Sud. En la mitologia grega apareixen les fletxes enverinades d'Heracles contra el centaure Nessus. També Ulisses utilitza sagetes enverinades amb la planta marxívol i a la Guerra de Troia, segons Homer, les utilitzaven els aqueus contra els troians.
Les paraules doctes «tòxic» i «toxina» deriven de la paraula grega antiga (φάρμακον) τοξικόν (fàrmakon) toxicón, que literalment significa «(metzina) que pertany al tir a l'arc».

## Varietats
Al llarg del món s'han creat verins a partir de diverses fonts:

### Verins basats en plantes

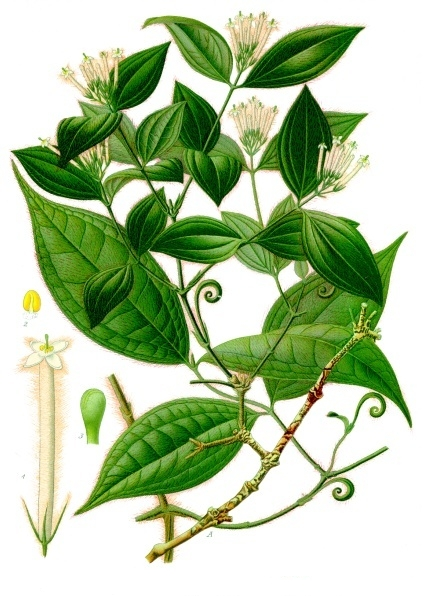
Strychnos toxifera, una planta usada per al curare

- Curare és un terme genèric per a verins de sagetes que contenen tubocurarina. Sovint deriven de l'escorça de les plantes anomenades Strychnos toxifera, S. guianensis (família Loganiaceae), Chondrodendron tomentosum o Sciadotenia toxifera (família Menispermaceae).

- A l'Àfrica els verins de sagetes es fan amb plantes que contenen un glucòsid cardíac, com són les del gènere Acokanthera (que contenen ouabaina), el baladre (Nerium oleander), asclèpies (Asclepias), o Strophanthus, totes elles de la família de les apocinàcies.[1] Inee o onaye és un verí a partir de Strophanthus hispidus, es fa servir principalment a zones de Togo i Camerun.[5]

- A les zones de jungla d'Assam, Birmània i Malàisia es fa servir verí per a les sagetes principalment dels gèneres Antiaris, Strychnos i Strophanthus.[6] Els ingredients actius, ja sia antiarina, estricnina o strofanthina ataquen el sistema nerviós central i donen paràlisi, convulsions i aturada cardíaca.[6]

- Diverses espècies del gènere Aconitum es fan servir com verí de sageta. L'ètnia Minaro a Ladakh usa A. napellus per a caçar l'íbex siberià al Kirguizstan.[7] Els Ainus del Japó usaven una espècie d'Aconitum per a caçar l'os bru.[8]

- Els indígenes del Carib utilitzaven verins extrets de la saba de l'arbre Hippomane mancinella(Euphorbiaceae).[9]

### Verins extrets d'animals

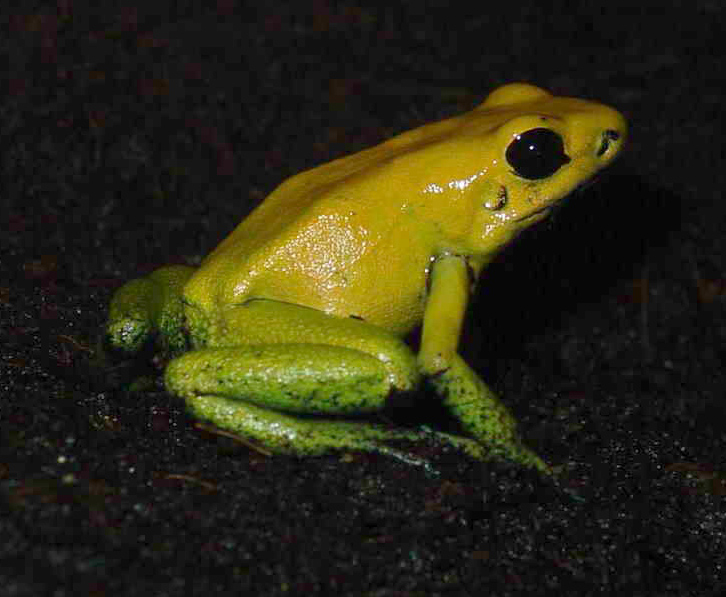
La granota Phyllobates bicolor té la pell verinosa.

- A Amèrica del Sud tribus com els Noanamá Chocó i Emberá Chocó de Colòmbia enverinen els seus darts amb el verí de tres espècies de granotes del gènere Phyllobates. Al Departament de Chocó s'utilitza Phyllobates aurotaenia al de Risaralda P. bicolor i al de Cauca P. terribilis. Normalment per obtenir el verí es rosteixen les granotes però en el cas de P. terribilis n'hi ha prou amb passar el dart per la pell de la granota sense haver de matar-la.[10]

- Al nord del Desert de Kalahari, la metzina més usada deriva de les larves i pupes d'escarabats del gènere Diamphidia. La seva toxina és lenta i els animals caçats poden sobreviure quatre a cinc dies abans de morir.[11]

### Recepta de metzina xinesa
A continuació es presenta una recepta xinèsa del segle xvii: «Per enverinar les sagetes per caçar animals salvatges s'han de bullir en aigua els tubercles d'Aconitum silvestre. El líquid molt verinós i viscós s'aplica a les puntes. Sagetes preparades d'aquesta manera poden matar persones o animals encara que la víctima només presenti una mica de sang.»